# Cendea de Olza
Cendea de Olza (em castelhano) ou Oltza Zendea (em basco) é um município da Espanha na província e comunidade foral (autónoma) de Navarra. Tem 41,25 km² de área e em 2021 tinha 1 868 habitantes (densidade: 45,3 hab./km²). Faz parte da comarca da Cuenca de Pamplona.

## Demografia
| Variação demográfica do município entre 1991 e 2004 | Variação demográfica do município entre 1991 e 2004 | Variação demográfica do município entre 1991 e 2004 | Variação demográfica do município entre 1991 e 2004 |
| --------------------------------------------------- | --------------------------------------------------- | --------------------------------------------------- | --------------------------------------------------- |
| 1991                                                | 1996                                                | 2001                                                | 2004                                                |
| 2268                                                | 1216                                                | 1401                                                | 1379                                                |